# Spöke

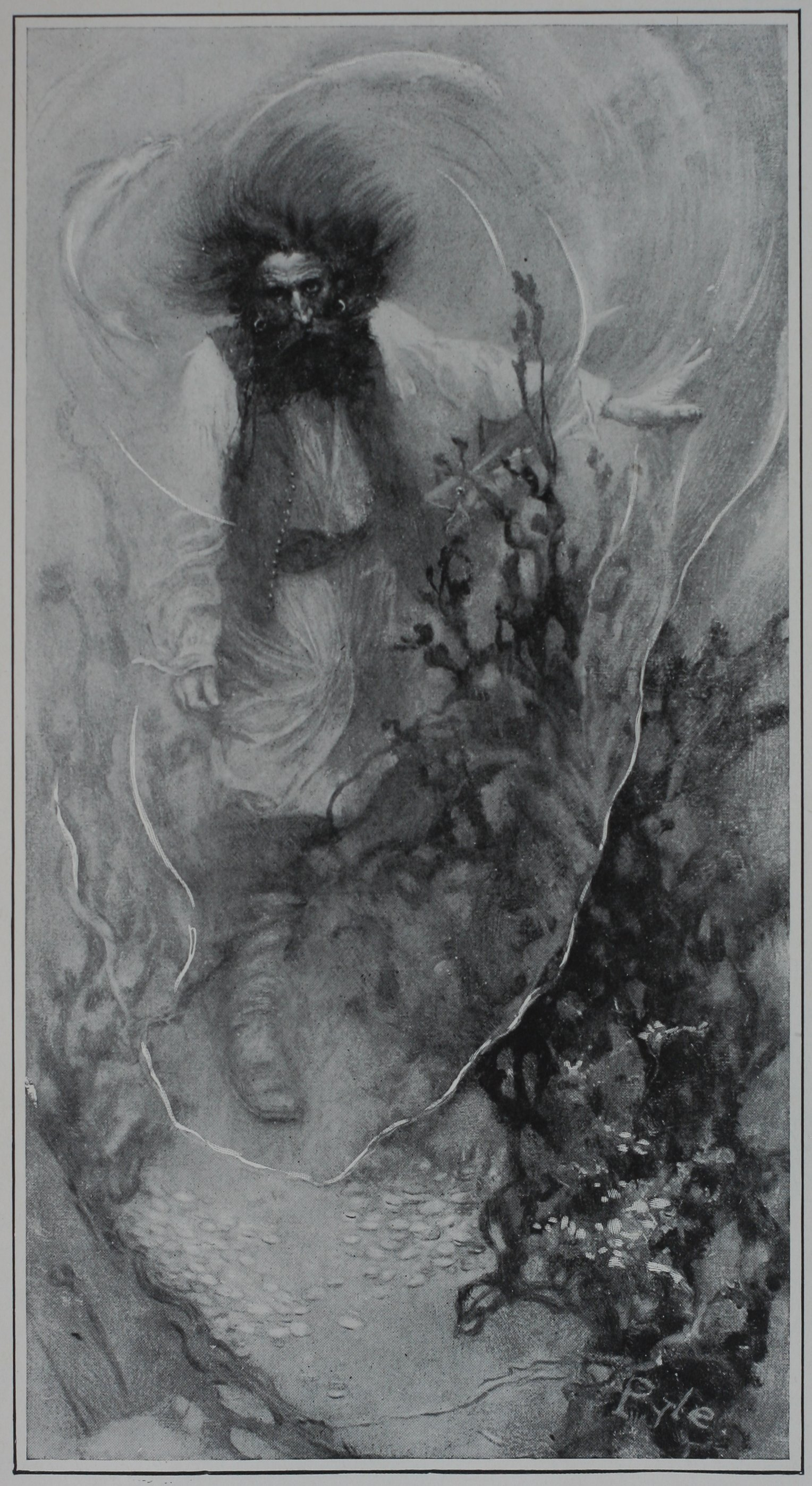
Illustration av en pirats spöke av Howard Pyle.

Ett spöke, så som de ofta illustreras i barnböcker.

Spöke, gast, gengångare, osalig ande, även vålnad, skugga eller fantom med mera, är enligt folktro och parapsykologi en avliden persons ande, själ eller immateriella skuggbild. Tron på spöken härleder sig dels från drömmar, dels från en uppjagad fantasi, dels även från en sjuklig hjärnverksamhet. Begreppet, som förekommer hos alla folk, anknyter sig i regel till föreställningarna om själens tillvaro efter döden.

## Beskrivning
Enligt den vanligaste myten är spöken människor som dött, och som av någon anledning hemsöker en plats, exempelvis sin dödsplats, kyrkor, på kyrkogårdar, på galgbackar, där de bodde, eller, om de varit missdådare, på de platser där de övat sina illgärningar.  Även slott och herresäten är klassiska spökplatser. I modern tid verkar stora opersonliga platser ha övertagit en del av deras roll som spökvisten, en av de populäraste varianterna av moderna spökhistorier är underjordiska kulvertar under exempelvis stora sjukhus (som i Lars von Triers TV-serie Riket). Det finns också legender om spöken som rör sig över stora områden, exempelvis över hela länder, regioner eller hav – Ahasverus och den flygande holländaren är exempel på sådana sägner.
De flesta spökberättelser utspelar sig under natten, eftersom berättelsen till stor del bygger på mörkerrädsla. [källa behövs] I svensk folktro blev ett spöke under dagen osynligt och orörligt, och den som råkade passera en sådan dagståndare kunde bli gastkramad.[källa behövs] Det har även förekommit föreställningar om att själens vårdande kunde leva vidare efter att dess skyddsling gått bort, och en sådan herrelös vård är den ursprungliga vålnaden.[källa behövs]
Spöken förekommer i isländska sagor, där en av termerna som används om dem är draug. I senare norsk folktro var draugen namnet på ett drunkningsoffers vålnad.
Enligt vissa modernare myter består spöken av ektoplasma, och denna lära om spöken kallas ektologi.[källa behövs]

## Typer av spöken

### Gengångare
Gengångare påstås vara människor som har dött på ett våldsamt eller olyckligt sätt. Gengångare påstås hemsöka de som var inblandade i döden och ibland oskyldiga. I äldre dagar vidtog man speciella åtgärder för att förhindra att gengångare skapades - exempelvis kunde den dödes kropp förankras, till exempel pålas i marken eller begravas på ett sätt som omöjliggjorde för kroppen att ta sig ur graven. Ett känt exempel på detta är  Bockstensmannen.

### Gast
Ordet gast används i stora delar av södra Sverige som ett samlingsnamn för påstådda övernaturliga företeelser som spöken. De kunde höras vid havet (gastarop i Halland) och kunde vara sjömän som lämnat jordelivet men inte fått en trygg tillvaro på andra sidan då de drunknat och inte blivit begravda. Från fornsvenskans gaster, troligen av frisiska gást. Jämför tyskans Geist (som ingår i ordet poltergeist, se nedan) och engelskans ghost.
Längre norrut syftar gast på odöpta mördade barn och mylingar (fördrivna foster).[källa behövs]

### Poltergeist
En poltergeist, eller bullerande, är ett mytiskt väsen som påstås interagera med sin omgivning genom att påverka den fysiskt, exempelvis genom att föra oväsen eller att flytta runt på saker.[källa behövs] Ordet poltergeist kommer från tyskans 'poltern' som betyder 'att föra väsen', och 'geist' som genom sammanhanget betyder spöke.

## Kända spöken och spökplatser

### I Sverige
- Borgvattnets Prästgård ("Spökprästgården") är känd som ett av världens och Sveriges mest hemsökta hus[5]
- Brita Bååt är ett av Sveriges mest kända påstådda spöken, och hon påstås gå igen på Engsö slott i Västerås. Hon sägs ha varit ond och kylig, och till och med ha drivit två män i en för tidig grav. Tre dagar före sin död ska hon ha gått rätt in i de dödas julotta.[6]

- Vita Frun på Stockholms slott skulle enligt folktron förebåda att någon i den kungliga familjen skulle dö. Hon lär vara högväxt och bär en vit sidenklänning. Bara prasslet från hennes klänning hörs när hon närmar sig. Det finns flera teorier om vem hon var och varifrån hon kom. Senast hon påstods visa sig var 1920, när kronprinsessan Margareta låg för döden. Plötsligt halades flaggan på slottet på halv stång och en vakt som skulle se efter ska ha sett Vita Frun på taket. Två timmar efter händelsen avled kronprinsessan (se Slottsspöken på Stockholms slott).[7]

- Hemsökta Herrhaga Gård i Åkersberga är känd för en rad oförklarade fenomen som tros vara manifestationer av dess tidigare ägare, hovfotografen Herman Sylwander och hans hustru, skådespelerskan Tora Teje. Oförklarade händelser inkluderar lampor som tänds och släcks av sig själva, ett värmesystem som beter sig oregelbundet, ljudet av ett självspelande piano, och fotsteg i tjänstefolkets trappa. Dessutom har skugglika figurer setts, inklusive en kvinna klädd i tidigt 1900-tals stil, tros vara Tora Teje. Dessa rapporterade händelser har gett Herrhaga Gård ett rykte om att vara en av Sveriges mest hemsökta platser (se Hemsökta Herrhaga Gård).[8]

### England
- På Raynham Hall, i Norfolk, England, påstås den Bruna damen spöka. Fotografiet av henne är ett av världens mest kända spökfotografier, och används ibland som bevis för att spöken finns.[9]

## Kända spöken i litteraturen
- Hamlets faders vålnad
- Macbeth innehåller ett antal spökscener med mördade personer.
- Spöket på Canterville
- Spöket Laban

## Artiklar om varianter av spöken
- Draug
- Myling
- Poltergeist
- Vandöd
- Yūrei
- Zombie